# Cleora stenoglypta
Cleora stenoglypta là một loài bướm đêm trong họ Geometridae.